# فرناندو لوبيز (مخرج)
فرناندو لوبيز (بالبرتغالية: Fernando Lopes‏) هو مخرج برتغالي، ولد في 28 ديسمبر 1935 في Maçãs de Dona Maria ‏ في البرتغال، وتوفي في 2 مايو 2012 في لشبونة في البرتغال بسبب سرطان المريء.

## وصلات خارجية
- فرناندو لوبيس على موقع IMDb (الإنجليزية)
- فرناندو لوبيس على موقع أول موفي (الإنجليزية)
- فرناندو لوبيس على موقع قاعدة بيانات الفيلم (الإنجليزية)
- فرناندو لوبيس على موقع كينوبويسك (الروسية)